# Lex Koller
Lex Koller ist die informelle Bezeichnung des schweizerischen „Bundesgesetzes vom 16. Dezember 1983 über den Erwerb von Grundstücken durch Personen im Ausland“ (BewG, SR 211.412.41). Der Name des Gesetzes geht auf Arnold Koller zurück, der bei der letzten grösseren Überarbeitung des Gesetzes 1997 Bundesrat war.

## Zweck
Zweck der Lex Koller ist die Bekämpfung der „Überfremdung des einheimischen Bodens“. Sie beinhaltet eine Beschränkung der Erwerbsmöglichkeiten von Schweizer Wohnliegenschaften durch Ausländer. Ausländern, die ihren Wohnsitz nicht in der Schweiz haben, ist es verwehrt, Wohnliegenschaften zu kaufen. Einzig der Erwerb von Ferienwohnungen, für die es Kontingente gibt, ist erlaubt. Bürger von EU- und EFTA-Staaten mit einer Aufenthaltsbewilligung B oder C sind Schweizer Bürgern gleichgestellt. Nicht-EU- und Nicht-EFTA-Staatsbürger benötigen für einen uneingeschränkten Erwerb von allen Arten von Liegenschaften die Aufenthaltsbewilligung C. Kommerzielle Liegenschaften können von allen Personen, egal ob in der Schweiz wohnhaft oder nicht, erworben werden.
Für die Feststellung des Wohnsitzes gemäss Lex Koller genügt nicht nur das Vorhandensein der Aufenthaltsbewilligung B oder C. Gemäss Punkt 5a des Merkblatts des Bundesamtes für Justiz über den Erwerb von Grundstücken durch Personen im Ausland gilt: „Nach den Artikeln 23 ff. des Zivilgesetzbuches befindet sich der Wohnsitz dort, wo sich die Person mit der Absicht des dauernden Verbleibens aufhält, sich der Schwerpunkt ihrer persönlichen Lebensbeziehungen befindet, sie sich in der arbeitsfreien Zeit regelmässig aufhält, familiäre und freundschaftliche Beziehungen pflegt und am gesellschaftlichen Leben teilnimmt. Ausländerinnen und Ausländer, die sich für einen bewilligungsfreien Grundstückerwerb auf ihren tatsächlichen Wohnsitz in der Schweiz berufen, müssen einen entsprechenden Nachweis erbringen. Eine fremdenpolizeiliche Aufenthaltsbewilligung und eine Bestätigung der Gemeinde über die erfolgte Anmeldung genügen für sich allein nicht. Anhaltspunkt für einen tatsächlichen Wohnsitz ist der gemeinsame Haushalt mit dem Ehegatten oder Lebenspartner und den minderjährigen Kindern. Weitere Anhaltspunkte sind beispielsweise das Arbeitsverhältnis, die Immatrikulation eines Fahrzeugs, die volle Steuerpflicht oder die regelmässige Mitwirkung in einem Verein in der Schweiz. Unerheblich ist, wenn der Ehegatte des Erwerbers über das Schweizer Bürgerrecht verfügt.“

## Geschichte
Die Lex Koller ersetzte 1997 die Lex Friedrich (nach Bundesrat Rudolf Friedrich), ihrerseits Nachfolgeerlass der Lex Furgler (nach Bundesrat Kurt Furgler). Bereits in den 1960er / 70er Jahren gab es mit der Lex von Moos (nach Bundesrat Ludwig von Moos) und der Lex Celio (nach Bundesrat Nello Celio) ähnliche Erlasse.
Seit seinem Inkrafttreten 1985 wurde das Gesetz mehrmals angepasst und verschlankt. Im Rahmen eines Konjunkturstimulierungsprogramms wurde 1997 der Erwerb von Geschäftsliegenschaften vollständig liberalisiert. Seit 2005 dürfen Personen im Ausland auch Anteile an börsennotierten Schweizer Immobiliengesellschaften kaufen, wie es bei Immobilienfonds schon immer der Fall war.
Im Jahr 2007 wollten alle grossen Parteien das Gesetz ersatzlos streichen. Es gab dafür sogar bereits eine Abschaffungs-Vorlage des Bundesrats. Im Dezember 2012 resp. März 2013 sprachen sich beide Parlamentskammern dafür aus, die Abschaffungs-Vorlage formell zu beerdigen.
Ein parlamentarischer Vorstoss von Nationalrätin Jacqueline Badran forderte 2014 erfolglos eine Verschärfung des Gesetzes. Die zwei bestehenden Ausnahmen zur Lex Koller, eine für Gewerbeliegenschaften und eine für Immobiliengesellschaften, sollten abgeschafft werden.
Überraschenderweise schickte 2017 der Bundesrat eine Vorlage in die Vernehmlassung, die nebst der Beseitigung einiger kleiner Schwachstellen im Gesetz, die Lockerungen von 1997 und 2005 wieder rückgängig machen wollte. Wirtschaft und Politik wehrten sich gegen dieses Vorhaben und der Bundesrat verzichtete in der Folge auf die Revision.

## Wirkung
Das Gesetz verhindert erfolgreich, dass, im Gegensatz zu London oder Vancouver, Wohnhäuser von reichen Ausländern nur als Geldanlage aufgekauft werden und so knapper Wohnraum noch teurer würde. Ausserdem ist der Schweizer Wohnungsmarkt weniger anfällig auf externe Schocks, weil nicht jederzeit damit gerechnet werden muss, dass die Ausländer ihre Gelder wieder abziehen.
Das Tourismusprojekt Andermatt wurde 2006 von der Bewilligungspflicht befreit.